# Joanie Dodds
Joan "Joanie" Ann Dodds, född 20 september 1981 i Beaver Falls, Pennsylvania, är en amerikansk fotomodell. Hon blev känd år 2006 då hon var med i den sjätte säsongen av America's Next Top Model där hon kom på en andraplats efter vinnaren Dani Evans.